# يعقوب مزراحي
يعقوب مزراحي (بالعبرية: יעקב מזרחי) (مواليد 1919 - وفيات 13 أغسطس 1979) سياسي إسرائيلي شغل منصب عضو في الكنيست عن حزب أغودات يسرائيل بين عامي 1972 و 1974.